# Peso colombiano
O peso é a denominação da moeda corrente oficial da Colômbia

## História
Até 1820, o real espanhol foi usado, algumas das quais foram cunhadas em Bogotá e Popayán. Depois de 1820, foram feitas emissões específicas para a Colômbia como uma nova República. Em 1837, o peso substituiu o real colombiano a uma taxa de câmbio de 1 peso = 8 reais, inicialmente dividido em 8 reais. Em 1847, a República de Nova Granada decimalizou sua moeda, dividindo o peso em 10 reais, cada um dos quais foi dividido em 10 décimos de real. O real foi renomeado como décimo em 1853, embora as últimas moedas reais tenham sido cunhadas em 1880.
Em 1871, os Estados Unidos da Colômbia adotaram o padrão-ouro, vinculando o peso ao franco francês a uma taxa de câmbio de 1 peso = 5 francos. Essa taxa só foi mantida até 1886, com o nascimento da República da Colômbia. Em 1880, o presidente Rafael Núñez criou o Banco Nacional dos Estados Unidos da Colômbia, que tinha entre suas muitas funções a impressão de papel-moeda, denominado peso moneda corriente, que a partir de 1888 sofreu uma inflação acelerada. Para resolver esta situação, o governo de José Manuel Marroquín criou em 1903 a Junta de Amortização, que deve converter todo o papel-moeda em circulação em ouro, a uma taxa de conversão de 100 pesos papel-moeda = 1 peso-ouro. Depois, sob o governo do General Rafael Reyes, foi criado o Banco Central, que continuou com muitas das funções da Junta de Amortização e estabeleceu uma taxa de câmbio fixa em relação à libra esterlina, segundo a qual 5 pesos equivaliam a 1 libra.
Após a Primeira Guerra Mundial, o país sofreu alguns problemas monetários, o que levou o presidente Pedro Nel Ospina a solicitar aconselhamento aos especialistas econômicos dos Estados Unidos em 1922, que empreenderam uma missão conhecida como missão Kemmerer, liderada por Edwin Walter Kemmerer, sob cujas recomendações o atual emissor, o Banco da República, foi criado em 1923.
Em 1931, quando o Reino Unido abandonou o padrão-ouro, a Colômbia mudou sua paridade para o dólar americano, a uma taxa de 1,05 pesos = 1 dólar, uma ligeira desvalorização de sua paridade anterior. A convertibilidade do peso colombiano em ouro terminou nesse mesmo ano, devido ao decreto 1638 de 1931. A ligação ao dólar existiu até 1949, quando a inflação acabou com esta taxa de câmbio.
Apesar do exposto acima, as notas emitidas pelo Banco da República continuaram a ostentar suas denominações em pesos-ouro até 1993, quando uma ação judicial movida pelo ex-senador Pablo Victoria perante o Conselho de Estado resultou na remoção da palavra "ouro" e do termo "pagará ao portador" das notas.

### O segundo assalto ao Banco da República
O Assalto ao Banco da República em Valledupar, também conhecido como "O assalto do século na Colômbia", ocorreu de 16 a 17 de outubro de 1994. Os assaltantes roubaram a soma de 24.072 milhões de pesos (US$ 33 milhões em 1994 / US$ 53.534.465 em 2016). O banco O roubo da república em Valledupar significou a maior quantia já roubada em um assalto a banco na história da Colômbia.
Após o roubo, o Banco da República identificou as notas roubadas pelo seu número de série e denominação, que não tinham entrado em circulação pública antes do roubo, pelo que perderam imediatamente o seu valor. O banco publicou uma lista das gamas de séries das notas roubadas e passaram a ser jocosamente chamadas de notas de vallenato.

## Moedas
As moedas de peso colombiano atualmente em circulação são:
| Moedas em circulação (desde 2012) | Moedas em circulação (desde 2012) | Moedas em circulação (desde 2012) | Moedas em circulação (desde 2012) | Moedas em circulação (desde 2012)                                            | Moedas em circulação (desde 2012)                                | Moedas em circulação (desde 2012)                                           |
| Valor                             | Parâmetros técnicos               | Parâmetros técnicos               | Parâmetros técnicos               | Parâmetros técnicos                                                          | Descrição                                                        | Descrição                                                                   |
| Valor                             | Diâmetro                          | Espessura                         | Massa                             | Composição                                                                   | Anverso                                                          | Reverso                                                                     |
| --------------------------------- | --------------------------------- | --------------------------------- | --------------------------------- | ---------------------------------------------------------------------------- | ---------------------------------------------------------------- | --------------------------------------------------------------------------- |
| 50 pesos                          | 17 mm                             | 1.3 mm                            | 2.0 g                             | cobre, níquel, zinco                                                         | O urso de óculos, seu nome popular e o nome científico.          | Valor, forrado com as palavras "República de Colombia" e do ano de emissão. |
| 100 pesos                         | 20.3 mm                           | 1.55 mm                           | 3.34 g                            | bronze de alumínio 92% cobre 6% alumínio 2% níquel                           | O Frailejon, seu nome popular                                    | Valor, forrado com as palavras "República de Colombia" e do ano de emissão. |
| 200 pesos                         | 22.4 mm                           | 1.7 mm                            | 4.61 g                            | 65% cobre 20% zinco 15% níquel                                               | A araracanga, seu nome popular e o nome científico.              | Valor, forrado com as palavras "República de Colombia" e do ano de emissão. |
| 500 pesos                         | 23.7 mm                           | 2 mm                              | 7.14 g                            | Anel: 65% cobre 20% zinco 15% níquel Núcleo: 92% cobre 6% alumínio 2% níquel | A rã de cristal, seu nome popular e o nome científico.           | Valor, forrado com as palavras "República de Colombia" e do ano de emissão. |
| 1000 pesos                        | 26.7 mm                           |                                   | 9.95 g                            | Anel: 92% cobre 6% alumínio 2% níquel Núcleo: 65% cobre 20% zinco 15% níquel | A tartaruga-marinha-comum, seu nome popular e o nome científico. | Valor, forrado com as palavras "República de Colombia" e do ano de emissão. |

## Uso na Venezuela
A crise econômica e a hiperinflação na Venezuela fizeram com que o peso colombiano começasse a ser usado junto com o dólar americano como forma de poupança em meados de 2015, mas desde 2017 ele começou a ser comumente usado (embora não legalmente) nas áreas de fronteira da Venezuela. Embora o peso seja aceite em grande parte da Venezuela, desempenha um papel secundário depois do dólar americano, excepto em Táchira, onde é a principal moeda da economia, representando 94% das transacções. A pesificação começa a ganhar contornos legais após a autorização de abertura de contas bancárias em Táchira em pesos.